# Barney Ewell
Henry Norwood (Barney) Ewell (Harrisburg, 25 februari 1918 – Lancaster, 4 april 1996) was een Amerikaans atleet, die zich had toegelegd op de sprint. Bovendien kon hij ook uitstekend verspringen. Hij nam eenmaal deel aan de Olympische Spelen en hield daar een gouden en twee zilveren medailles aan over. In 1948 schaarde hij zich bij de sprinters die het in 1936 door Jesse Owens gevestigde wereldrecord van 10,2 s op de 100 m evenaarden.

## Biografie

### Successen voor en tijdens WO II
De in armoede geboren Ewell groeide uit tot een van ’s werelds beste sprinters van de jaren veertig, Daarvóór had hij al zijn eerste successen geboekt door in 1936 als high school-leerling Amerikaans jeugdkampioen te worden op de 100 m, in 1939 gevolgd door zijn eerste nationale titel bij de senioren op de 200 m. In 1940 vestigde hij een wereldrecord met 5,0 s op de 50 yd en in 1942 met 18,9 op de 200 yd.
Als niet de Tweede Wereldoorlog tussenbeide was gekomen, waardoor de Olympische Spelen van 1940 en 1944 niet doorgingen, zou hij volgens sommigen net zo bekend zijn geworden als Jesse Owens. Nu duurde het tot 1948 alvorens hij zijn olympisch debuut kon maken, op dertigjarige leeftijd pas. In de oorlogsjaren, waarin hij van 1941 tot 1945 zijn militaire dienstplicht vervulde, had hij weinig anders kunnen doen dan zoveel mogelijk gouden medailles veroveren bij zowel de Amerikaanse als de verschillende studentenkampioenschappen – voor de oorlog was hij aan een studie aan de Pennsylvania State University begonnen – op de verschillende sprintnummers en bij het verspringen.

### OS 1948: eenmaal goud en tweemaal zilver
Na de oorlog pakte Ewell zijn studie weer op en behaalde in 1947 alsnog zijn bachelorsgraad. In 1948 leek hij inmiddels dus het hoogtepunt van zijn atletiekloopbaan achter de rug te hebben. Dat jaar evenaarde hij tijdens de Amerikaanse Olympic Trials op de 100 m echter allereerst het wereldrecord van 10,2, om vervolgens op de Spelen in Londen drie medailles te veroveren. Op de 100 m dacht Ewell aanvankelijk te hebben gewonnen. De in baan 2 lopende Amerikaan meende als eerste het finishlint te hebben doorbroken en danste verheugd in het rond. Na bestudering van de finishfoto kwam de jury echter tot een andere conclusie: niet Ewell, maar de in de buitenbaan lopende hordeloper Harrison Dillard had het finishlint als eerste geraakt. Die won in 10,3, een olympisch record. Op de 200 m was Ewell er opnieuw dichtbij. Hij kwam op het laatste rechte eind sterk opzetten, maar zijn aan de leiding liggende landgenoot Mel Patton wist de aanval nipt te pareren. Beiden kregen dezelfde tijd, 21,1, toegemeten. Op de 4 × 100 m estafette waren de Amerikanen in 40,6 veel te snel voor de concurrentie. Eén van de bochtofficials meende echter te hebben vastgesteld, dat de tweede wissel tussen de Barney Ewell en Lorenzo Wright buiten het wisselvak had plaatsgevonden. Daarop werd de Amerikaanse ploeg gediskwalificeerd en kregen de in 41,3 als tweede geëindigde Britten het goud omgehangen, de eerste gouden atletiekmedaille in de historie van het Verenigd Koninkrijk. In een nadien geraadpleegde film bleek echter, dat de wissel tussen Ewell en Wright wel degelijk reglementair was geweest. Waarop de uitslag werd aangepast en de Britten de reeds aan hen uitgereikte gouden medailles weer konden inleveren. Die vervolgens door Prins Philip aan het Amerikaanse viertal werd overhandigd.

### Profcarrière
Na de Olympische Spelen kreeg Ewell van zijn stadgenoten veel cadeaus. Dat kostte hem zijn amateurstatus, maar hij bleef in Australië en Nieuw-Zeeland als professional in wedstrijden uitkomen. In de zomer van 1950 nam hij ook deel aan de  Schotse Border Games. Hij bleef er ruim twee maanden en won daarbij onder meer een van de meest prestigieuze sprints van dit circuit over 120 yd in Jedburgh.

## Titels
- Olympisch kampioen 4 × 100 m - 1948
- Amerikaans kampioen 100 m - 1941, 1945, 1948
- Amerikaans kampioen 200 m - 1939, 1946, 1947
- Amerikaans indoorkampioen 60 yd - 1942, 1945
- Amerikaans indoorkampioen verspringen - 1943, 1944, 1945

## Persoonlijke records
| Onderdeel   | Prestatie      | Datum       | Plaats     |
| ----------- | -------------- | ----------- | ---------- |
| 100 m       | 10,2 s (ex-WR) | 9 juli 1948 | Evanston   |
| 200 m       | 20,8 s         | 9 mei 1942  | Pittsburgh |
| verspringen | 7,68 m         | 7 mei 1942  | New York   |

## Palmares

### 60 yd
- 1942:  Amerikaanse indoorkamp. - 6,2 s
- 1946:  Amerikaanse indoorkamp. - 6,2 s

### 100 m
- 1941:  Amerikaanse kamp. - 10,3 s
- 1945:  Amerikaanse kamp. - 10,3 s
- 1948:  Amerikaanse kamp. - 10,6 s
- 1948:  OS - 10,4 s

### 200 m
- 1939:  Amerikaanse kamp. - 21,0 s
- 1946:  Amerikaanse kamp. - 21,2 s (rechte baan)
- 1947:  Amerikaanse kamp. - 21,0 s
- 1948:  OS - 21,1 s

### verspringen
- 1943:  Amerikaanse indoorkamp. - 7,21 m
- 1944:  Amerikaanse indoorkamp. - 7,46 m
- 1945:  Amerikaanse indoorkamp. - 7,29 m

### 4 × 100 m
- 1948:  OS - 40,6 s

- International Standard Name Identifier: 0000 0000 4602 8982
- Library of Congress Control Number: no98131694
- SNAC: w64f3q1t
- Virtual International Authority File: 29158541
- WorldCat: E39PBJp9mTbMjjMbvpvf9jkMT3

1912: Jacobs, Macintosh, d'Arcy, Applegarth ·
1920: Paddock, Scholz, Murchison, Kirksey ·
1924: Clarke, Hussey, Leconey, Murchison ·
1928: Wykoff, Quinn, Borah, Russell ·
1932: Kiesel, Toppino, Dyer, Wykoff ·
1936: Owens, Metcalfe, Draper, Wykoff ·
1948: Ewell, Wright, Dillard, Patton ·
1952: Smith, Dillard, Remigino, Stanfield ·
1956: Murchison, King, Baker, Morrow ·
1960: Cullmann, Hary, Mahlendorf, Lauer ·
1964: Drayton, Ashworth, Stebbins, Hayes ·
1968: Greene, Pender, Smith, Hines ·
1972: Black, Taylor, Tinker, Hart ·
1976: Glance, Jones, Hampton, Riddick ·
1980: Moeravjov, Sidorov, Prokofjev, Aksinin ·
1984: Graddy, Brown, Smith, Lewis ·
1988: Bryzgin, Krylov, Moeravjov, Savin ·
1992: Marsh, Burrell, Mitchell, Lewis ·
1996: Esmie, Gilbert, Surin, Bailey ·
2000: Drummond, Williams, Lewis, Greene ·
2004: Gardener, Campbell, Devonish, Lewis-Francis ·
2008: Bledman, Burns, Callender, Thompson ·
2012: Carter, Frater, Blake, Bolt ·
2016: Powell, Blake, Ashmeade, Bolt ·
2020: Desalu, Jacobs, Patta, Tortu ·
2024: Brown, Blake, Rodney, De Grasse